# Poraj (województwo łódzkie)
Poraj – wieś w Polsce położona w województwie łódzkim, w powiecie piotrkowskim, w gminie Wola Krzysztoporska.
W latach 1975–1998 miejscowość położona była w województwie piotrkowskim.

## Urodzeni
- Józef Kruszyński (1877–1953), duchowny katolicki, infułat, biblista i tłumacz Biblii, w latach 1925–1933 rektor Katolickiego Uniwersytetu Lubelskiego
- Antoni Laskowski (1899–1940), kapitan piechoty Wojska Polskiego, działacz niepodległościowy
- Włodzimierz Terlikowski (1873–1951), malarz